# All the Light Above It Too
All the Light Above It Too é o sétimo álbum de estúdio do cantor e compositor Jack Johnson. Este disco foi lançado em 8 de setembro de 2017.

## Faixas
| CD  |                             |         |  |
| N.º | Título                      | Duração |  |
| 1.  | "Subplots"                  | 4:29    |  |
| 2.  | "You Can't Control It"      | 4:09    |  |
| 3.  | "Sunsets for Somebody Else" | 3:30    |  |
| 4.  | "My Mind Is for Sale"       | 3:59    |  |
| 5.  | "Daybreaks"                 | 3:59    |  |
| 6.  | "Big Sur"                   | 2:52    |  |
| 7.  | "Love Song #16"             | 3:01    |  |
| 8.  | "Is One Moon Enough?"       | 4:11    |  |
| 9.  | "Gather"                    | 4:15    |  |
| 10. | "Fragments"                 | 3:41    |  |
| 11. | "Change"                    | 3:14    |  |

## Tabelas musicais
| Paradas (2017)                        | Melhor posição |
| ------------------------------------- | -------------- |
| Austrália (ARIA)                      | 3              |
| Áustria (Ö3 Austria Top 40)           | 27             |
| Bélgica (Ultratop Flandres)           | 51             |
| Bélgica (Ultratop Valônia)            | 62             |
| Canadá (Billboard)                    | 8              |
| Países Baixos (Dutch Charts)          | 29             |
| França (SNEP)                         | 64             |
| Alemanha (Offizielle Deutsche Charts) | 24             |
| Nova Zelândia (RMNZ)                  | 8              |
| Portugal (AFP)                        | 47             |
| Escócia (Official Scottish Albums)    | 60             |
| Espanha (PROMUSICAE)                  | 41             |
| Suíça (Schweizer Hitparade)           | 7              |
| Reino Unido (Official Albums Chart)   | 46             |
| Estados Unidos (Billboard 200)        | 5              |
| Estados Unidos (Top Rock Albums)      | 2              |

## Pessoal
- Jack Johnson – guitarra acústica, guitarra elétrica, bateria, piano
- Adam Topol - bateria, percussão (faixas 1, 4 e 6)
- Zach Gill – piano, acordeão (faixas 2 e 9)
- Merlo Podlewski - baixo (faixas 4 e 6)
- Robbie Lackritz - synths (faixa 2)